# Dietrich Klagges
Dietrich Klagges (1 de fevereiro de 1891 - 12 de novembro de 1971) foi um político do Partido Nazista e de 1933 a 1945 o primeiro-ministro nomeado (Ministerpräsident) do agora abolido Estado Livre de Brunswick. Ele também atendia pelo pseudônimo de Rudolf Berg.